# Friedrich Hiller von Gaertringen (épigraphiste)
Ne doit pas être confondu avec Friedrich Hiller von Gaertringen (historien).
Friedrich baron Hiller von Gaertringen (né le 3 août 1864 à Berlin et mort le 25 octobre 1947 à Thurnau, Haute-Franconie) est un épigraphiste et archéologue allemand.

## Biographie
Le fils de l'officier prussien Rudolf Hiller von Gaertringen (1837-1877) et de son épouse Helene Luise, née Kramsta (de) (1842-1872), étudie l'histoire ancienne à Tübingen et à Berlin (avec Theodor Mommsen). Après avoir obtenu son doctorat en 1886, il se rend à Göttingen pour poursuivre ses études. Il se marie plus tard (1905) avec la fille aînée de son professeur là-bas, Ulrich von Wilamowitz-Moellendorff, et la petite-fille de Theodor Mommsen, Dorothea (1879–1972). En 1890, Hiller se rend en Grèce et en Asie Mineure, où il participe aux fouilles de Magnésie du Méandre. En 1892, il est nommé membre correspondant de l'Institut archéologique allemand. À partir de 1893, il travaille avec Mommsen sur les Inscriptiones Graecae, le corpus des inscriptions grecques, à partir de 1904 en tant que fonctionnaire de l'Académie prussienne des sciences. De 1917 à 1933, il est professeur honoraire d'épigraphie grecque à l'Université Frédéric-Guillaume de Berlin. En 1943, il perd sa bibliothèque et son matériel de travail dans un attentat à la bombe.
Hiller von Gaertringen est l'un des contributeurs les plus productifs aux Inscriptiones Graecae. Il publie un total de neuf volumes (partiels) de ce travail d'inscription entre 1895 et 1939, dont la plupart ne sont pas encore remplacés. Il s'occupe également de la nouvelle édition du recueil sélectif Sylloge inscriptionum Graecarum commencé par Wilhelm Dittenberger et édite les inscriptions de Priène. De 1896 à 1902, Hiller effectue des fouilles dans l'ancienne Théra à ses propres frais, avec le soutien important du géodésiste Paul Wilski (de).

## Travaux
- Inscriptiones Graecae
  - I (2. Auflage). Inscriptiones Atticae Euclidis anno anteriores. 1924.
  - IV, 1 (2. Auflage). Inscriptiones Epidauri. 1929.
  - V, 2. Inscriptiones Arcadiae. 1913.
  - XI, 3. Inscriptiones Deli. Tabulae. 1927.
  - XII, 2. Inscriptiones Rhodi, Chalces, Carpathi cum Saro, Casi. 1895.
  - XII, 3. Inscriptiones Symes … 1898. Supplementum. 1904.
  - XII, 5. Inscriptiones Cycladum. 1903, 1909.
  - XII, Supplementum. 1939.
- Inschriften von Priene. Reimer, Berlin 1906; unveränderter Nachdruck Walter de Gruyter 1968.
- Sylloge inscriptionum Graecarum. 3. Auflage. 4 Bände in 5 Teilbänden. Hirzel, Leipzig 1915–1924.
- Thera. Untersuchungen, Vermessungen, Ausgrabungen in den Jahren 1895–1898. 5 Bände. Reimer, Berlin 1898–1903.